# Săucești
Săucești is een Roemeense gemeente in het district Bacău.
Săucești telt 4780 inwoners.